# Actinocucumis donnani
Actinocucumis donnani is een zeekomkommer uit de familie Cucumariidae.
De wetenschappelijke naam van de soort werd in 1903 gepubliceerd door J. Pearson.